# Jan Beckers (burgemeester)
Jan Joseph Clemens Maria Beckers (Bingelrade, 30 augustus 1909 – Mheer, 12 februari 1997) was een Nederlands burgemeester.
Hij werd geboren als zoon van Gabriel Joseph Maria Beckers (1874-1944), van 1911 tot 1940 burgemeester van Bingelrade, en Joanna Maria Catharina Elisabeth Ackermans (*1872). Na zijn opleiding aan het Bisschoppelijk College in Roermond studeerde hij enkele jaren aan de Roomsch Katholieke Handelshoogeschool in Tilburg. Daarna werd hij volontair bij de gemeentesecretarie van Ubach over Worms. In september 1937 werd Beckers tijdelijk ambtenaar ter secretarie in Heer en in maart 1938 volgde zijn benoeming tot burgemeester van Mheer. In 1948 werd hij daarnaast burgemeester van Sint Geertruid. In september 1974 ging hij met pensioen en begin 1997 overleed hij op 87-jarige leeftijd. De Burgemeester Beckersweg in Mheer en de Burgemeester Beckersstraat in Sint Geertruid zijn naar hem vernoemd. Zijn zoon Frans Beckers is eveneens burgemeester geweest.